# Lanildut
Lanildut é uma comuna francesa na região administrativa da Bretanha, no departamento Finisterra. Estende-se por uma área de 5,82 km². Em 2010 a comuna tinha 978 habitantes (densidade: 168 hab./km²).